# Державний лад Білорусі
Республіка Білорусь — відповідно до конституції, унітарна, демократична, соціальна, правова держава. Форма державного правління характеризується як змішана президентська республіка. Державна влада в країні здійснюється на засадах поділу її на законодавчу, виконавчу і судову.

## Конституція

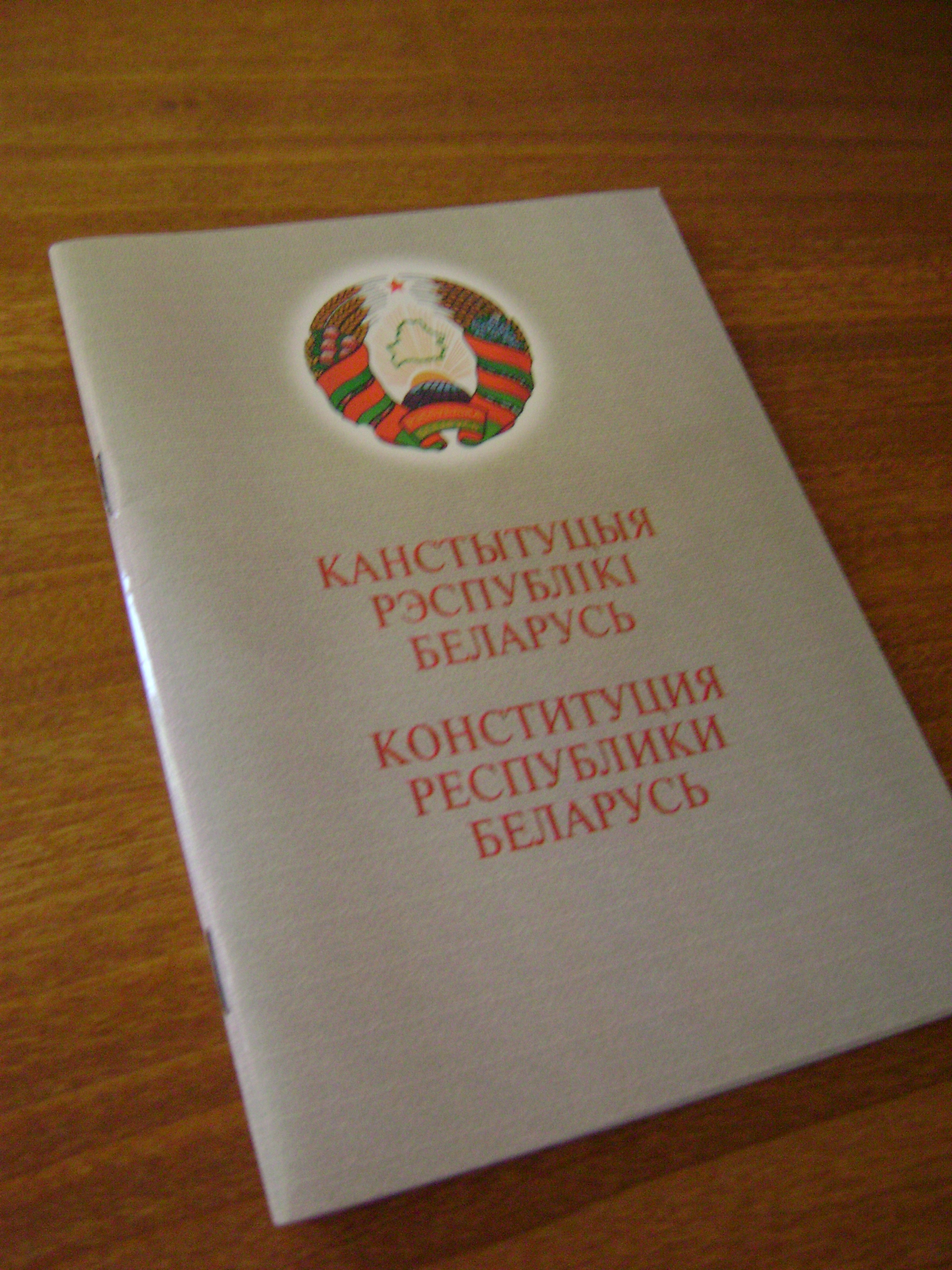

Конституція Білорусі — основний закон держави. Чинна конституція була прийнята на 13-й сесії Верховної Ради Республіки Білорусь від 15 березня 1994 року. Набула сили 30 квітня 1994 року.
У подальшому зміни і доповнення до Конституції вносилися три рази (завжди — шляхом референдуму). Згідно з результатами референдуму 14 травня 1995 року, до конституції були внесені положення про рівний статус російської мови з білоруською, а також про можливості Президента розпускати парламент і призначати нові вибори в разі грубого або систематичного порушення останнім Конституції і законів. Істотна частина змін — перерозподіл повноважень на користь Президента і виконавчої влади. На референдумі 24 листопада 1996 року прийнята нова редакція конституції, що розширює повноваження президента і реформує систему органів влади в країні. На референдумі 17 жовтня 2004 року з конституції було вилучено обмеження на кількість президентських термінів, які може займати одна і та ж особа.
Сучасна редакція Конституції Республіки Білорусь складається з преамбули, 9 розділів, в яких 8 глав і 146 статей.

## Глава держави

Президентський штандарт

Президент Республіки Білорусь є главою держави, гарантом Конституції Республіки Білорусь, прав і свобод людини і громадянина. Він представляє Республіку Білорусь в стосунках з іншими державами і міжнародними організаціями. Йому делеговані законодавчі повноваження на видання декретів і указів, що мають силу закону. Президент обирається безпосередньо громадянами на 5-річний термін. Володіє широким колом повноважень, основними з яких є:
- визначає структуру Уряду Республіки Білорусь, призначає на посаду та звільняє з посади заступників Прем'єр-міністра, міністрів і інших членів Уряду, приймає рішення про відставку Уряду або його членів;
- призначає керівників республіканських органів державного управління і визначає їх статус;
- підписує закони; має право в порядку, встановленому Конституцією, повернути закон або окремі його положення зі своїми запереченнями в Палату представників;
- має право скасовувати акти уряду;
- є Головнокомандуючим Збройними Силами Республіки Білорусь
- призначає республіканський референдум;
- може видавати декрети, що мають силу закону.

### Вибори
Перші президентські вибори в Республіці Білорусь відбулися 10 липня 1994. На них переміг Олександр Лукашенко. Він також перемагав і на всіх наступних виборах — у 2001, 2006, 2010, 2015 і 2020 роках.

## Виконавча влада

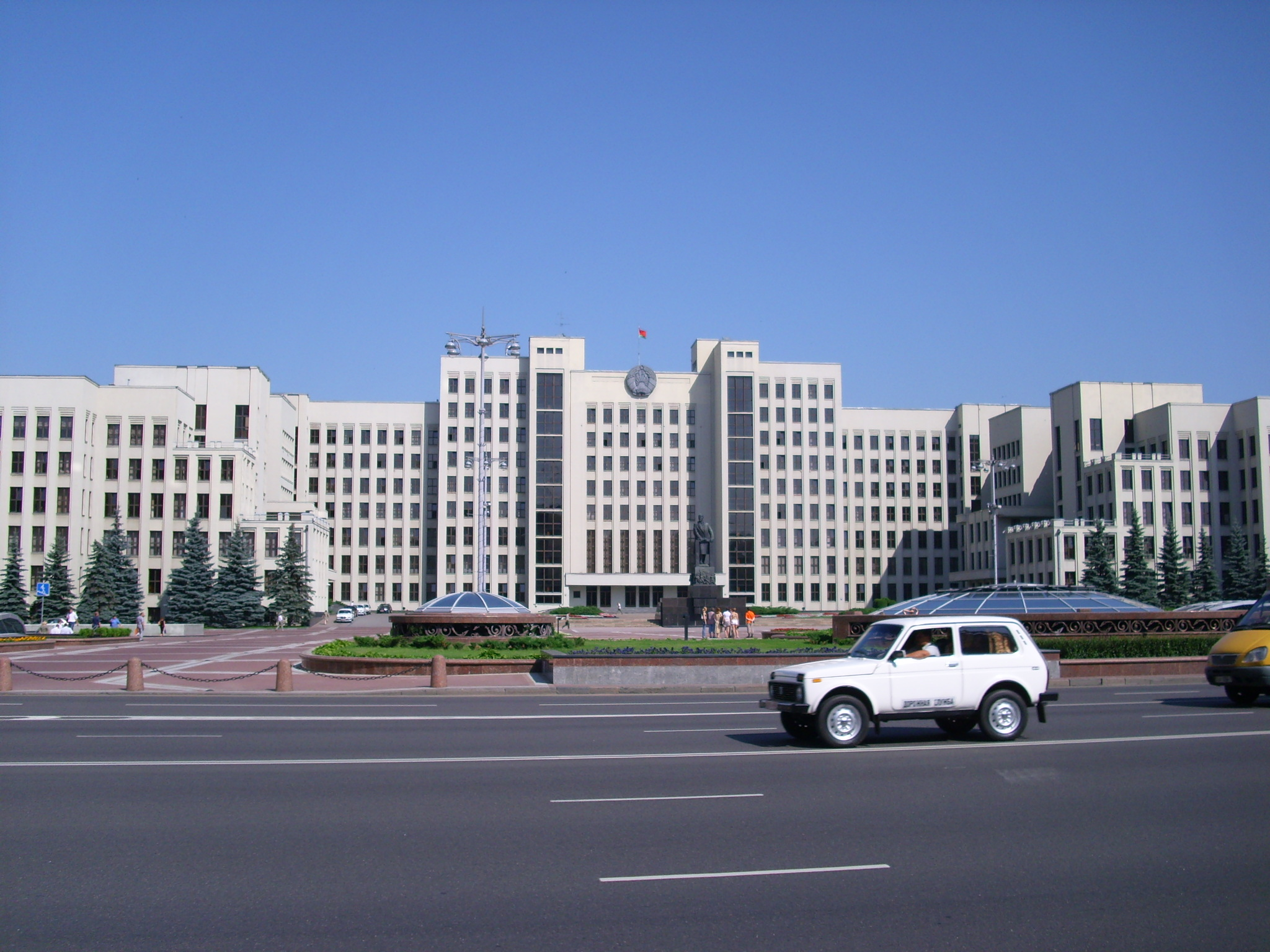
Будинок уряду Республіки Білорусь

Виконавчу владу здійснює Уряд — Рада Міністрів Республіки Білорусь. Він складається з прем'єр-міністра, його заступників, міністрів, керуючих республіканських органів державного управління та керує системою підпорядкованих йому органів державного управління і інших органів виконавчої влади. Уряд у своїй діяльності підзвітний Президенту Республіки Білорусь і відповідальний перед Парламентом Республіки Білорусь.

### Місцеве самоврядування
Республіка Білорусь — унітарна держава, тому місцеве самоврядування вирішує в основному місцеві питання. Місцеве управління і самоврядування здійснюється громадянами через місцеві Ради депутатів, виконавчі і розпорядчі органи, органи територіального громадського самоврядування, місцеві референдуми.
Діяльність органів місцевого самоврядування регулюється Законом Республіки Білорусь «Про місцеве управління і самоврядування в Республіці Білорусь» від 4 січня 2010 р. № 108-з змінами і доповненнями. Компетенція місцевих Рад депутатів регулюється статтею 17 Закону.

## Законодавча влада
Законодавчу владу здійснює двопалатний Парламент — Національні збори. Нижня палата — Палата Представників, верхня — Рада Республіки. Національні збори було створено у 1996 році у зв'язку зі зміною Конституції, коли припинилися повноваження Верховної Ради Республіки Білорусь, яка була парламентом до цього.
Рада Республіки обирається місцевими Радами — від кожної області і міста Мінська обираються по 8 членів Ради Республіки. 8 членів Ради призначаються президентом — всього 64 людини. Термін повноважень Національних зборів — 4 роки.
Склад Палати представників — 110 депутатів. Обрання депутатів здійснюється на основі загального, вільного, рівного, прямого виборчого права при таємному голосуванні. Вибори відбуваються по одномандатних округах. Палата представників першого скликання (1996—2000) формувалася з депутатів розпущеної Верховної Ради республіки. Палата представників другого скликання діяла в 2000—2004 роках, третього — з 2004 року. Основні повноваження Палати представників:
- розглядає і приймає проекти законів;
- призначає вибори Президента;
- дає згоду Президенту на призначення прем'єр-міністра;
- висловлює вотум недовіри уряду;
- висуває обвинувачення проти Президента.

Рада Республіки є палатою територіального представництва. Вона складається з 64 членів: 8 членів обирають обласні і Мінська міська рада при таємному голосуванні, ще 8 членів призначає Президент. Основні повноваження Ради Республіки:
- схвалення чи відхилення проектів законів, прийнятих Палатою представників;
- обирає шість суддів Конституційного Суду і шість членів Центральної комісії з виборів і проведення республіканських референдумів;
- дає згоду на призначення Президентом Голови Конституційного Суду, Голови та суддів Верховного Суду та інших вищих посадових осіб;
- контролює роботи місцевих рад депутатів, може скасовувати їх рішення або розпустити у разі порушення законодавства;
- розглядає укази Президента про введення надзвичайного і воєнного стану;
- приймає рішення про усунення Президента від посади.

## Судова влада
Судова влада належить судам, судова система будується на принципах територіальності і спеціалізації. Правосуддя здійснюється на основі змагальності та рівності сторін у процесі. Контроль за конституційністю нормативних актів у державі здійснюється Конституційним судом. Судова система складається з районних і міських судів — суди першої інстанції; обласних і міста Мінська, Верховного суду, економічних судів.

## Політичні партії
Партійна система в Республіці Білорусь не розвинена, що пояснюється різними причинами, серед яких відсутність традиції партійності, проведення всіх виборів за мажоритарною системою, складні умови для реєстрації та діяльності партій, слабкий розвиток громадянського суспільства та ін. Станом на 2009 рік в Білорусі офіційно зареєстровано 15 політичних партій, з них у Палаті представників Національних зборів Республіки Білорусь IV скликання представлені дві: Комуністична партія Білорусі і Білоруська аграрна партія. Партії практично не мають впливу на політику. До основних партій належать:
- Комуністична партія Білорусі;
- Республіканська партія праці і справедливості;
- Білоруська партія лівих «Справедливий світ»;
- Білоруський народний фронт;
- Консервативно-християнська партія — БНФ;
- Об'єднана громадянська партія;
- Білоруська соціал-демократична партія (Громада);
- Ліберально-демократична партія Білорусі.

## Міжнародні відносини
Держава є членом-засновником ООН, СНД, ОДКБ, ЄврАзЕС, Союзної держави, а також членом інших міжнародних об'єднань.